# Campillo de Deleitosa (kommun)
Campillo de Deleitosa är en kommun i Spanien.   Den ligger i provinsen Provincia de Cáceres och regionen Extremadura, i den centrala delen av landet, 180 km väster om huvudstaden Madrid.